# Weißes Kreuz in Oberlaa

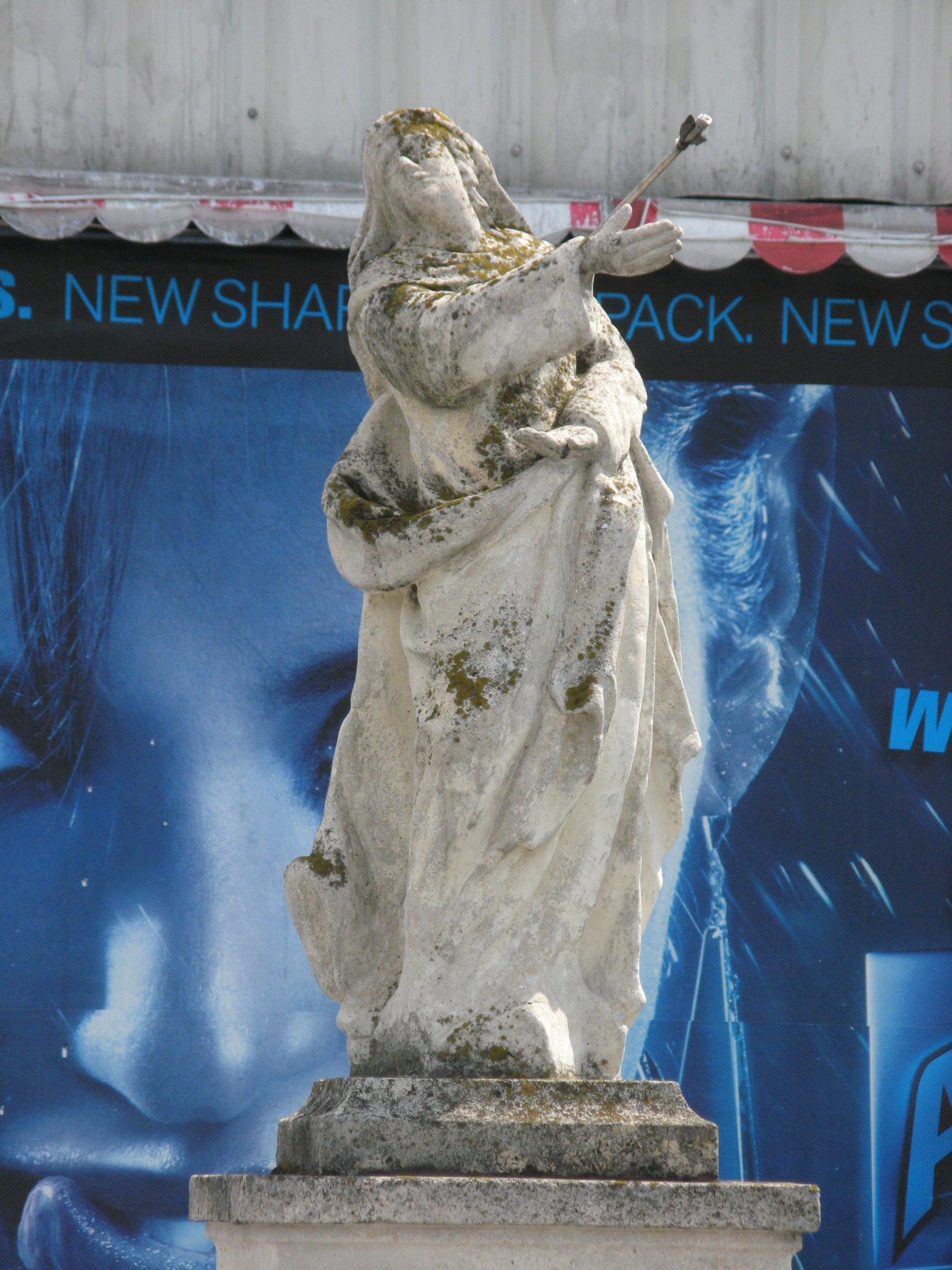
Weißes Kreuz

Das Weiße Kreuz ist eine Statue im 10. Wiener Gemeindebezirk Favoriten, Bezirksteil Oberlaa. Sie steht an der Ecke Oberlaaer Straße 122 und Grundäckergasse 55. Das Objekt ist im digitalen Kulturgüterverzeichnis der Stadt Wien eingetragen (Listeneintrag).

## Bau und Legende
Das Weiße Kreuz ist ein vierkantiger Steinpfeiler, der über einem Gesims eine Mater-Dolorosa-Skulptur trägt. Für längere Zeit stand auf dem Sockel ein steinernes weißes Kreuz mit Korpus. Dieses Kreuz haben angeblich die Oberlaaer bei der Wiederbesiedlung des Ortes nach der Zweiten Wiener Türkenbelagerung errichtet.
Wann das Kreuz durch die Statue ersetzt wurde, ist nicht mehr genau feststellbar.
Die Ortschronik von Oberlaa berichtet darüber:
„Als zur Zeit der Bittage in Oberlaa, in dem ereignisvollen Jahr 1809, die Prozession von der Pfarrkirche gegen Rothneusiedl zog, bot sich den Oberlaaern ein ungewohntes Bild: soweit das Auge reichte, zog das französische Invasionsheer ganz in Blau heran. Die Schuljugend, von dem großen Ereignis keine Ahnung, betete die Litanei; sie wurde von den Soldaten verhöhnt und der dieser Truppe voranreitende Befehlshaber ließ sich verleiten, mit dem Säbel einen scharfen Hieb in das steinerne Bild der schmerzhaften Mutter zu tun. Die Prozession fand ein rasches Ende.
Nach der Schlacht bei Aspern, Pfingstsonntag dem 21. Mai 1809 brachte man genau diesen Offizier mit abgeschossener rechter Hand nach Oberlaa. Er wurde bei dem Wirtschaftsbesitzer Josef Stöger und im Pfarrhof gepflegt, starb aber nach Bereuung seiner Tat tags darauf.“ (leicht gekürzt)
Ob es sich dabei um eine Legende handelt, ist unsicher.
Die Statue wurde tatsächlich 1809 beschädigt und 1816 vom Ortsrichter Josef Kindl wieder errichtet. 1887 bei einem Vandalenakt umgestürzt und zerbrochen, ließ der Gemeinderat im selben Jahr das Kreuz wiederherstellen. Anlässlich einer Renovierung im Jahre 1984 kam statt des Kreuzes wieder die Gottesmutter auf den Sockel. Das Original, das Weiße Kreuz, steht jetzt im Bezirksmuseum Favoriten.